# Romulov tempelj
Romulov tempelj stoji na območju Velia v Rimu in je bil zgrajen med templjem Antonina Pija in Faustine ter Maksencijevo baziliko. Opečna okrogla stavba, njena kupola in njeni dve stranski sobi, vsaka s svojim lastnim vhodom in lastno apsido, je bila v 6. stoletju, skupaj z ostanki templum Pacis (tempelj miru), integrirana kot preddverje  cerkve sv. Kozme in Damijana. To pojasnjuje dobro stanje ohranjenosti. Njen bogato okrašen glavni vhod je obdan z dvema porfirnima stebroma. Tempelj je zaprt s prvotno ohranjenimi, antičnimi bronastimi vrati, katerih ključavnica še vedno deluje.
Že dolgo se domneva, da je cesar Maksencij tempelj posvetil svojemu sinu Valeriusu Romulu, ki je prezgodaj umrl. Danes pa je bolj verjetno, da je bil tempelj zgrajen za Jupitra Statorja in nadomestil preprosto republiško ograjo. V skladu z mitom so se bežeče Romulove čete v boju proti Sabincem obrnile potem, ko se je Romul zavzel za Jupitra. Druga teorija je, da so v templju častili Penate, bogove zalog, katerih kipi so bili postavljeni v stranskih prostorih, po tem, ko je bil nekdanji tempelj na Veliji porušen, da bi tam zgradili Maksencijevo baziliko.
V templju so bili do 16. stoletja ostanki napisa, iz katerega je izhajala posvetitev templja cesarju Konstantinu. Ker je zelo malo verjetno, da je Konstantin posvetil sinu svojega največjega nasprotnika tempelj, zato je po bitki pri Milvijskem mostu senat lahko sprožil novo posvetitev Konstantinu.